# Mockasiner

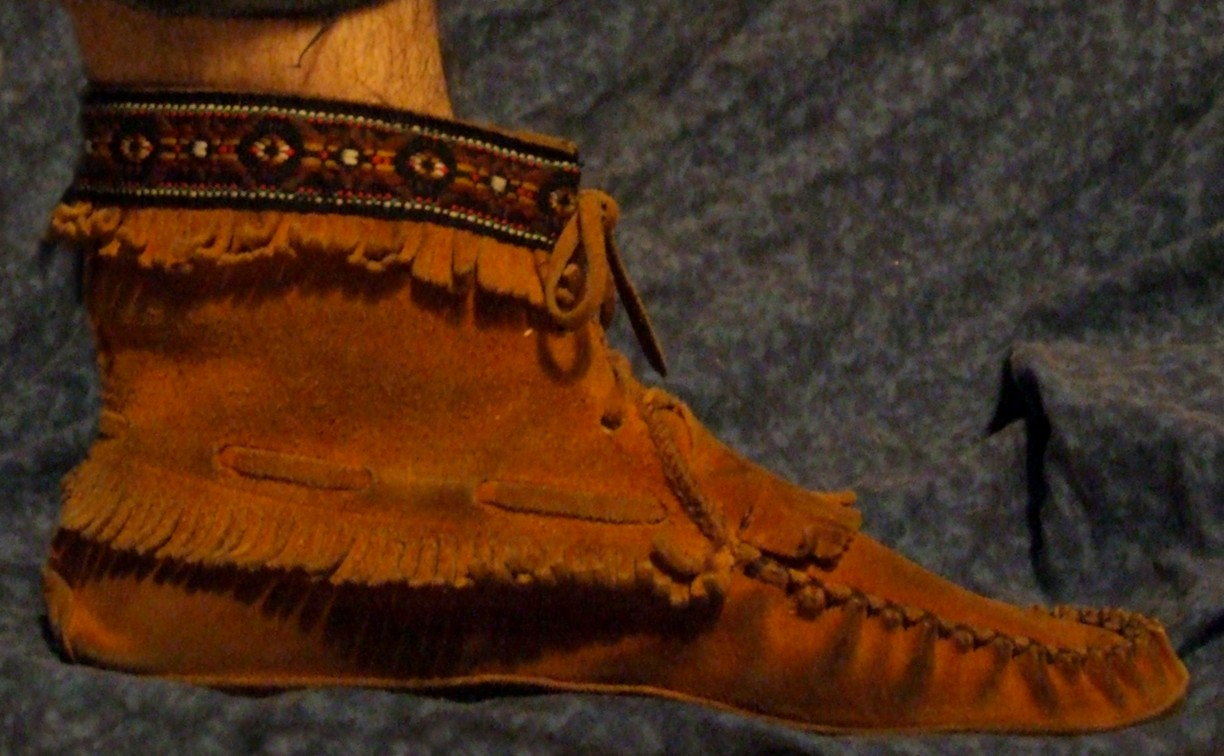
Traditionell mockasin

Mockasiner är en fotbeklädnad som i sitt klassiska utförande användes av stora delar av Nordamerikas ursprungsbefolkning. Egentligen finns det två typer av nordamerikanska mockasiner. Den ena är tillverkad av två delar, en sula och en överdel, medan den andra är gjord av ett enda stycke. Som material används skinn, huvudsakligen från större djur, t.ex. hjort.

## Sverige
Det svenska utförandet av mockasinen skapades under 1950-talet och består av en socka i ull eller bomull, en sula i kromspaltläder och ett kantband. Dessa påminner till utseendet mycket om sockiplast.

## Etymologi
Ordet "mockasin" kommer från engelskans moccasin med ursprung i algonkinspråk, troligen powhatan. Ordet är belagt i svenska språket sedan 1853.

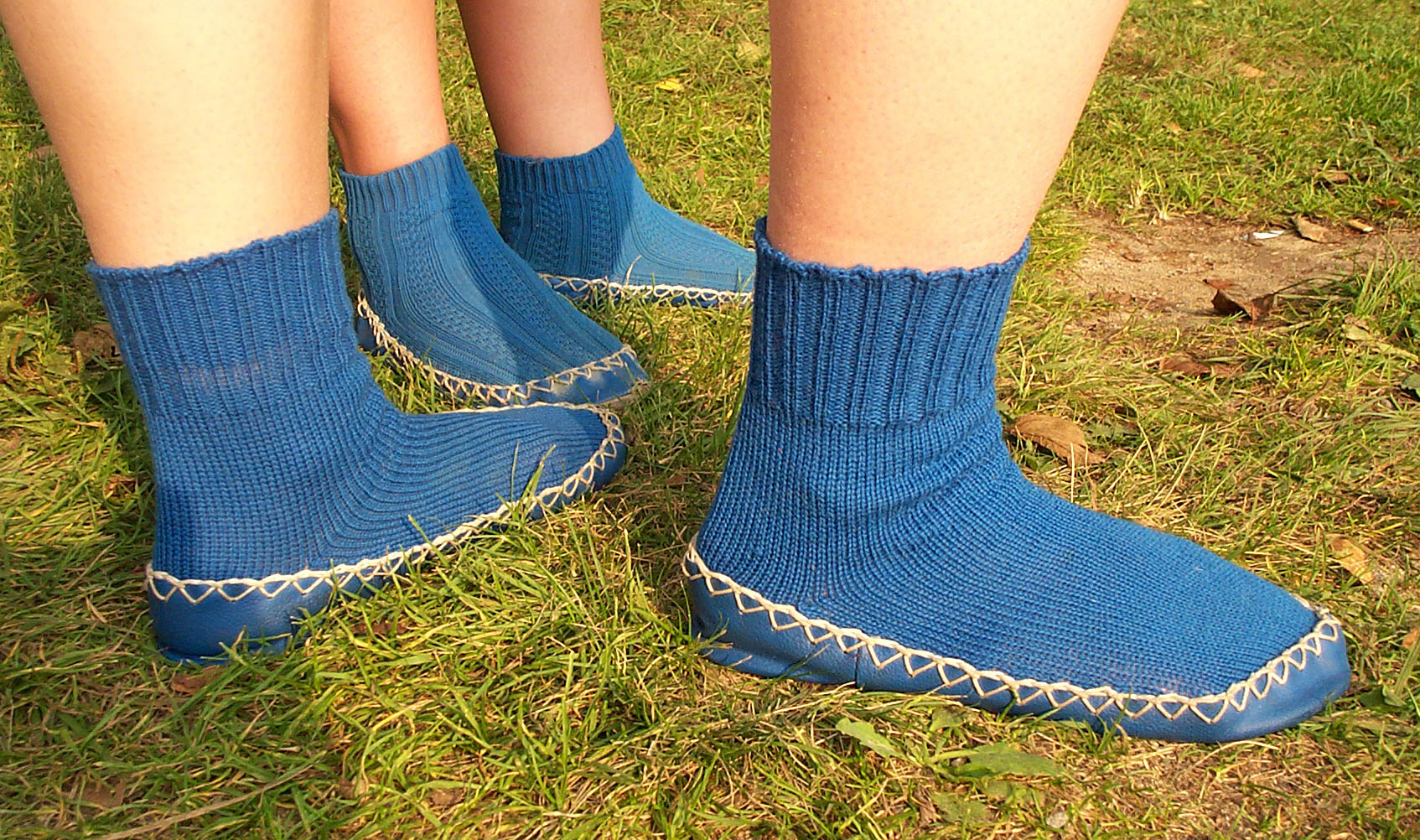
Mockasiner av modernare svensk typ
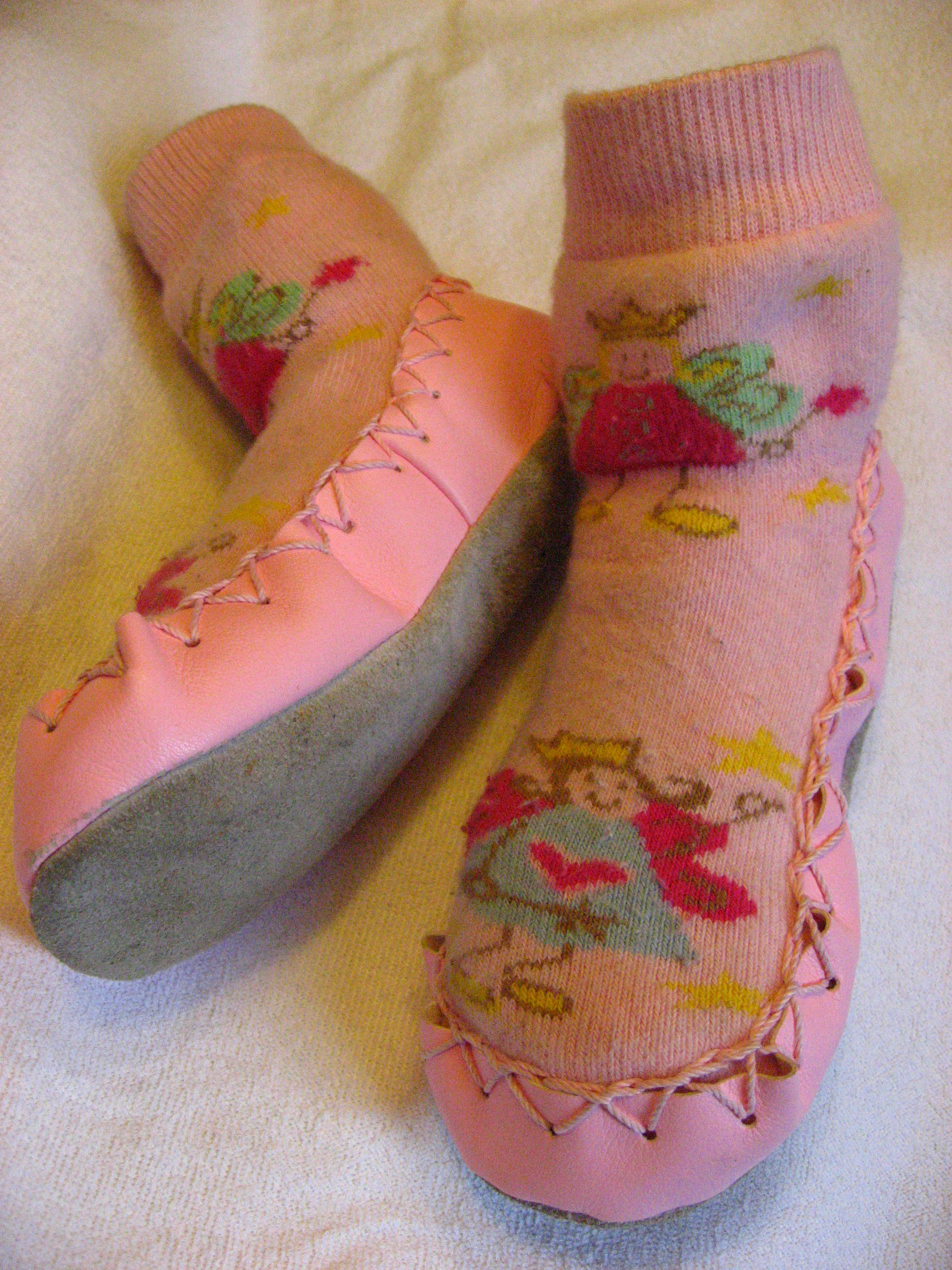
Barnmockasiner av den svenska typen